# Chae Min-seo
Chae Min-seo (en hangul 채민서; nombre de nacimiento Jo Soo-jin) es una actriz surcoreana. 

## Carrera
Debutó en 2002 con Champion, y desde entonces ha sido la protagonista del filme de terror La Peluca y las películas independientes Loner (2008), Vegetarian (2009), Sookhee (2014) y Young Mother: What's Wrong with My Age?  (2015).
En Vegetarian, película basada en La Vegetariana de Hang Kang, interpretó el papel de Young-hye, una mujer que decide un día hacerse vegetariana contra la oposición de su familia. Para adaptarse al personaje, Chae Min-seo tuvo que someterse a una rígida dieta de adelgazamiento hasta perder ocho kilos, y a sesiones de pintura de su cuerpo que duraban cada vez ocho horas, en las que debía permanecer de pie sin moverse para no estropear la pintura.

## Filmografía

### Cine
| Año  | Título                                  | Papel             | Ref.  |
| ---- | --------------------------------------- | ----------------- | ----- |
| 2002 | Champion                                | Lee Kyeong-mi     |       |
| 2004 | Don't Tell Papa                         | Ae-ran            |       |
| 2005 | Aegis                                   | Joon-hee          |       |
| 2005 | The Wig                                 | Soo-hyeon/Hee-joo |       |
| 2008 | Loner                                   | Choi Yoon-mi      |       |
| 2008 | Sweet Lie                               | Han Ji-ho (voz)   |       |
| 2009 | Vegetarian                              | Young-hye         | [ 7 ] |
| 2013 | Superman Kang Bo-sang                   |                   |       |
| 2014 | Sookhee                                 | Sook-hee          |       |
| 2015 | Young Mother: What's Wrong with My Age? | Jin-hee           |       |
| 2016 | Camping                                 | Seon-yeong        |       |

### Series de televisión
| Año  | Título                      | Papel                                         | Canal     | Notas |
| ---- | --------------------------- | --------------------------------------------- | --------- | ----- |
| 2003 | Age of Warriors             | Reina Seongpyeong                             | KBS1      |       |
| 2003 | Pearl Necklace              | Oh Yeon-jung                                  | KBS2      |       |
| 2005 | Banjun Drama "Message"      |                                               | SBS       |       |
| 2005 | Banjun Drama "Contact Lens" |                                               | SBS       |       |
| 2007 | Romance Hunter              | Song Han-na                                   | tvN       |       |
| 2007 | Bad Couple                  | Kim Se-yeon                                   | SBS       |       |
| 2007 | War of Money - Bonus Round  | Mujer guapa                                   | SBS       | cameo |
| 2008 | Medical Gibang Cinema       | Jung-sun                                      | OCN       |       |
| 2010 | You Don't Know Women        | Oh Yoo-ran                                    | SBS       |       |
| 2019 | Babel                       | Esposa del piloto en accidente de helicóptero | Chosun TV |       |

## Vida personal
Chae ha sido condenada en varias ocasiones por conducción en estado de ebriedad, en 2012, 2015 y 2019. En esta última ocasión, precisamente por tales antecedentes recibió una condena a ocho meses de prisión, suspendidos con dos años de libertad provisional más 120 horas de servicios comunitarios. Tras la sentencia, la actriz publicó una carta de disculpas. Un posterior juicio de apelación en enero de 2021 confirmó sustancialmente la pena impuesta.